# 国家防衛教育法
国家防衛教育法（こっかぼうえいきょういくほう、National Defense Education Act）は、アメリカ合衆国の法律。1958年制定。

## 経緯と目的
1957年ソビエト連邦によるスプートニク1号打ち上げ成功は、スプートニク・ショックと呼称されるほどアメリカ合衆国の宇宙開発に対する威信を揺るがした。連邦政府はいくつかの社会政策を見直すことが必要と判断した。教育面での改革の一つがこの法律の制定である。

## 内容と結果
この法律は政府に対し、教育に積極的な財政的支援を行うことを要請する。上記経緯から数学や理科など理系教育はもちろん、外国語教育にも重点が置かれた。特に優秀な生徒には特別な教育カリキュラムが施され、場合によっては飛び級進学が推奨されるようになった。教育機関に対する直接の支援に留まらず、奨学金制度の拡充もサポートされ、アメリカ国民の大学進学率が飛躍的に伸びた。